# Ferrovia Verona-Rovigo
La ferrovia Verona–Rovigo è una linea ferroviaria di proprietà statale che collega due capoluoghi di provincia del Veneto: Verona e Rovigo. Snodo principale è Legnago. Centri principali attraversati sono anche Bovolone, Cerea, Badia Polesine, Lendinara.
L'infrastruttura è gestita da RFI, mentre il servizio passeggeri è effettuato da treni regionali Trenitalia.
La linea è a binario unico, tranne lungo due tratti a doppio binario:
- il Verona Porta Nuova-Isola della Scala; dove circolano treni della ferrovia Verona-Bologna (anche ad Alta Velocità)
- il Cerea-Legnago, che viene utilizzato anche dalla ferrovia Mantova-Monselice.

## Storia
La linea ferroviaria fu costruita e completata tra il 1876 e il 1877 e aperta in tempi successivi secondo questo schema:
| Tratta                        | Lunghezza | Inaugurazione    |
| ----------------------------- | --------- | ---------------- |
| Verona Porta Nuova–Dossobuono | 7 km      | 8 aprile 1851    |
| Badia Polesine–Rovigo         | 28,5 km   | 23 ottobre 1876  |
| Legnago–Badia Polesine        | 18,6 km   | 1º febbraio 1877 |
| Dossobuono–Legnago            | 42,5 km   | 6 agosto 1877    |

Fino al 1986, i convogli della linea passavano per la stazione di Dossobuono utilizzando il tronco per Isola della Scala, nonostante esistesse già dal 1924 il tratto diretto, appartenente alla linea Bologna–Verona. Il traffico sul tronco Dossobuono-Isola della Scala è stato soppresso nel 1986, mentre la dismissione è stata ufficializzata con decreto del Ministero dei trasporti n. 73 del 15 aprile 1987.
Dal 14 giugno 2009 la gestione del servizio ferroviario regionale è passata alla Sistemi Territoriali, che svolge l'esercizio per conto di Trenitalia.
Nel 2017, 2018, 2019, 2023 e 2024 la linea rientra tra le 10 linee peggiori d'Italia secondo il rapporto annuale "Pendolaria" di Legambiente.
Nel febbraio 2023 Trenitalia vince il bando per la gestione della linea. Tuttavia, nel marzo 2023, a seguito di un ricorso di Arriva Italia, il TAR del Veneto sospende l’assegnazione a Trenitalia, causando uno slittamento del passaggio di gestione. A marzo 2024 il Consiglio di Stato ha infine bocciato il ricorso di Arriva Italia. Dal 1º settembre 2024, la gestione del servizio passeggeri della linea torna a Trenitalia, che impiega i convogli ALn 501/502 Minuetto, in sostituzione delle vecchie ALn 663 e 668.
Dal 17 marzo 2025 sulla linea circolano due convogli ibridi ATR 803 di Stadler Rail

## Percorso
| Continuation backward |

|  | Unknown route-map component "KRWgl" | Unknown route-map component "KRW+r" |

|  | Station on track | Non-passenger station/depot on track |

| Unknown route-map component "vSTR+l-" | Unknown route-map component "dSHI2+l" + Unknown route-map component "v-STRr" | Unknown route-map component "dSHI2glr" | Unknown route-map component "dSHI2+lr" | Unknown route-map component "vSHI2gr-" |

| Unknown route-map component "CONTgq" | Unknown route-map component "dABZqr+r" | Unknown route-map component "vSTR+r-STR" | Unknown route-map component "vSTR-SHI2g+l" | Unknown route-map component "b" + Unknown route-map component "vSHI2r-" |

| Unknown route-map component "CONTgq" | Unknown route-map component "dABZqr+r" | Unknown route-map component "dKRZu" | Unknown route-map component "dSTRr" | Unknown route-map component "vÜSTr" | Unknown route-map component "b" |

| Unknown route-map component "BS2c1" | One way leftward + Unknown route-map component "STRl+4h" | Unknown route-map component "ABZgl+r" + Transverse track + Unknown route-map component "BS2c1" | Unknown route-map component "STR+r" + Unknown route-map component "BS2+r" |  |

|  | Unknown route-map component "SKRZ-Au" | Unknown route-map component "SKRZ-Au" |

|  | Station on track | Straight track |

| Unknown route-map component "CONTgq" | Unknown route-map component "xABZgr" | Straight track |

|  | Unknown route-map component "exSTR" | Unknown route-map component "eÜST" |

|  | Unknown route-map component "exHST" | Straight track |

|  | Unknown route-map component "exSTR" | Station on track |

|  | Unknown route-map component "exBHF" | Straight track |

|  | Unknown route-map component "exSTR" | Unknown route-map component "eDST" |

|  | Unknown route-map component "exkABZg3" | Straight track |

| Unknown route-map component "kkABZ+lx1" | Unknown route-map component "xKRZ+xk4" | One way rightward |

| Station on track | Unknown route-map component "exBHF" |  |

| Unknown route-map component "CONTgq" | Unknown route-map component "KRWl" + One way rightward | Unknown route-map component "xKRWg+r" |  |  |

| Unknown route-map component "eHST" |

| Level crossing |

| Unknown route-map component "SKRZ-G1o" |

| Level crossing |

| Unknown route-map component "SKRZ-GDo" |

| Small bridge over water |

| Station on track |

| Unknown route-map component "CONTgq" | Unknown route-map component "ABZg+r" |  |

| Station on track |

| Unknown route-map component "eHST" |

| Unknown route-map component "exCONTgq" | Unknown route-map component "eABZg+r" |  |

| Station on track |

|  | Unknown route-map component "ABZgl" | Unknown route-map component "CONTfq" |

| Station on track |

| Station on track |

| Unknown route-map component "eHST" |

| Station on track |

| Unknown route-map component "eHST" |

| Unknown route-map component "eHST" |

| Station on track |

| Station on track |

| Station on track |

| Unknown route-map component "CONTgq" | Unknown route-map component "ABZg+r" |  |

| Station on track |

| Continuation forward |

La ferrovia, partendo dalla stazione di Verona Porta Nuova, percorre il tratto della ferrovia Verona-Bologna fino a Isola della Scala, toccando il Bivio/Posto di comunicazione Santa Lucia, l'ex Stazione di Verona Ca' di David, quella di Buttapietra e l'ex Stazione/Posto di Movimento Caselle.
Fino al 1986 la linea percorreva il tratto della ferrovia Verona-Mantova-Modena fino a Dossobuono,dalla quale poi si diramava instradando i treni sul tracciato per Castel d'Azzano e Vigasio in direzione d'Isola della Scala.
Il tracciato originale della linea tuttavia era ancora differente e in comune con l'originaria linea per Bologna: staccatosi dalla stazione di Porta Nuova, la linea correva a ovest e quasi parallela allo Stradone S. Lucia, insinuandosi poi tra le attuali vie Isarco, Novara e Serchio. Nel punto in cui il tracciato intersecava con un passaggio a livello l'attuale via Dora Baltea era posta la fermata di S. Lucia, il cui fabbricato viaggiatori è tuttora esistente. La linea quindi, dopo aver lasciato sulla sinistra il vecchio tracciato per Bologna, sotto-passava quello più recente sempre diretto alla città felsinea, per poi reinnestarsi nell'attuale linea per Mantova e Modena. Prima del 1914, con l'apertura all'esercizio della Nogara-Isola della Scala, la stazione del comune veronese era situata a nord-est dello scalo odierno.
Poco dopo Isola della Scala la linea si dirama dalla Verona-Bologna, in direzione di Bovolone, Legnago e Rovigo. Dopo aver raggiunto e superato l'abitato di Tarmassia, frazione d'Isola della Scala, servita fino al 1949 da una fermata, la linea entra nel territorio del comune di Bovolone. Alla progressiva chilometrica 32+249 è collocato il passaggio a livello con la SP24 “del Serraglio” presso la quale, fino al 2011, esisteva un casello ferroviario. Dopo questo passaggio a livello i binari procedono rettilinei, in direzione sud-est, e, dopo circa due chilometri, la linea è sottopassata dalla circonvallazione Nord di Bovolone: un'opera che ha permesso la soppressione di alcuni passaggi livello tra gli anni novanta e gli anni duemila.
Poco prima del passaggio a livello della SP20 "dell'Adige e del Tartaro", situato sulla progressiva chilometrica 36+077, i binari curvano leggermente verso sinistra e poi proseguono rettilinei per circa 700m giungendo, dopo aver scavalcato un sottopassaggio pedonale che conduce al Parco Valle del Menago e con un ponte il fiume Menago, alla stazione di Bovolone.